# Cyclura cychlura ssp. figginsi
Cyclura cychlura ssp. figginsi је гмизавац из реда Squamata и фамилије Iguanidae. 

## Угроженост
Ова врста је крајње угрожена и у великој опасности од изумирања.

## Распрострањење
Врста је присутна у Бахамским острвима и Сједињеним Америчким Државама.

## Начин живота
Врста Cyclura cychlura ssp. figginsi прави гнезда. 